# Trường Du lịch, Đại học Huế
Trường Du lịch là một đơn vị trực thuộc Đại học Huế, một đại học trọng điểm của Việt Nam.

## Lịch sử hình thành và phát triển
- Giai đoạn 1996 – 2007: Bộ môn Du lịch

Hoạt động đào tạo du lịch bậc đại học tại Đại học Huế bắt đầu từ năm 1996 với ngành Quản trị kinh doanh du lịch do Khoa Kinh tế – Đại học Huế (nay là Trường Đại học Kinh tế, Đại học Huế) đảm nhiệm, với quy mô tuyển sinh khoảng hơn 100 sinh viên mỗi năm. Đây được xem là một trong những đơn vị đào tạo du lịch bậc đại học đầu tiên ở Việt Nam. Ngay từ những khóa đầu tiên, Đại học Huế đã chú trọng phát triển ngành đào tạo này thông qua các dự án hợp tác quốc tế nhằm xây dựng chương trình đào tạo, bồi dưỡng đội ngũ và trao đổi chuyên gia, như dự án Direg (Canada), tổ chức Pháp ngữ AUF và Đại học Hawaii (Hoa Kỳ). Nhờ đó, hoạt động đào tạo du lịch tại Đại học Huế đã đạt được những kết quả tích cực, tạo nền tảng cho sự phát triển tiếp theo.
- Giai đoạn 2008 – 2020: Khoa Du lịch – Đại học Huế

Ngày 14 tháng 1 năm 2008, Giám đốc Đại học Huế ký Quyết định số 020/QĐ-ĐHH-TCNS thành lập Khoa Du lịch trực thuộc Đại học Huế, trên cơ sở Bộ môn Du lịch của Khoa Quản trị Kinh doanh – Trường Đại học Kinh tế. Khi mới thành lập, Khoa có 15 cán bộ giảng dạy và người lao động. Trải qua hơn 12 năm phát triển, Khoa đã mở rộng về số lượng và chất lượng. Từ một chuyên ngành đào tạo đại học năm 2008, đến năm 2020, Khoa Du lịch có 11 chuyên ngành đại học, 2 ngành thạc sĩ và 2 ngành tiến sĩ. Quy mô sinh viên tăng từ 120 năm 2008 lên 3.480 sinh viên, học viên và nghiên cứu sinh năm học 2019–2020.
- Giai đoạn 2020 – 2025: Trường Du lịch – Đại học Huế

Ngày 16 tháng 11 năm 2020, Hội đồng Đại học Huế phê duyệt đề án thành lập Trường Du lịch trực thuộc Đại học Huế. Trường ra đời nhằm đáp ứng nhu cầu nhân lực chất lượng cao, phát triển du lịch trở thành ngành kinh tế mũi nhọn theo Nghị quyết 08-NQ/TW ngày 16 tháng 1 năm 2017 của Bộ Chính trị. Đồng thời, Trường góp phần nâng cao năng lực cạnh tranh ngành du lịch trong hội nhập khu vực và quốc tế, đặc biệt sau khi ASEAN công bố Thỏa thuận công nhận lẫn nhau về chuẩn nghề du lịch (MRA-TP) năm 2016. Trường Du lịch – Đại học Huế phù hợp với chủ trương xây dựng Đại học Huế thành trung tâm giáo dục đa ngành, đa lĩnh vực chất lượng cao và phấn đấu trở thành trường đại học thành viên vào năm 2025.

## Ban giám hiệu
1. Hiệu trưởng: PGS.TS Trần Hữu Tuấn
2. Phó hiệu trưởng:

- PGS. TS. Nguyễn Đức Cường
- TS. Trần Thị Ngọc Liên

## Đội ngũ giảng viên và quy mô đào tạo
- Đội ngũ giảng viên của trường gồm 110 cán bộ viên chức và người lao động
- Trường Du lịch, Đại học Huế hiện đào tạo hơn 3.000 sinh viên ở các bậc đại học, thạc sĩ và tiến sĩ. Trong năm học 2024–2025, trường đã chào đón 960 tân sinh viên khóa K58, đạt 100% chỉ tiêu tuyển sinh đề ra. Tại lễ bế giảng và phát bằng tốt nghiệp cho 560 sinh viên khóa K53 (niên khóa 2020–2024), với tỷ lệ xếp loại giỏi  xuất sắc của sinh viên đạt trên 40%, có trên 35% sinh viên đã có việc làm trước khi nhận bằng tốt nghiệp. Trường cũng chú trọng đến việc hợp tác với doanh nghiệp, tạo cơ hội thực tập và việc làm cho sinh viên sau khi tốt nghiệp.[2]

## Chất Lượng đào tạo
Trường Du lịch – Đại học Huế luôn chú trọng đến chất lượng đào tạo, nghiên cứu khoa học và hợp tác quốc tế. Nhà trường đặc biệt nỗ lực đổi mới nội dung và phương pháp giảng dạy, nhằm nâng cao kiến thức, kỹ năng nghề nghiệp và kỹ năng ngoại ngữ cho sinh viên.
- Trường cung cấp các chương trình đào tạo từ bậc đại học đến thạc sĩ và tiến sĩ trong lĩnh vực du lịch. Đội ngũ giảng viên của trường gồm 100% có trình độ thạc sĩ trở lên, trong đó khoảng 25% có trình độ tiến sĩ và phó giáo sư. Trường thường xuyên cập nhật và điều chỉnh chương trình đào tạo, đồng thời phối hợp với các doanh nghiệp để nâng cao tính thực tiễn và phù hợp với chuẩn quốc tế. Hàng năm, sinh viên được tham gia thực tập tại các tổ chức, doanh nghiệp trong ngành du lịch trong và ngoài nước. Tỷ lệ sinh viên có việc làm trước khi tốt nghiệp đạt trên 35%. Trường cũng dành một phần kinh phí từ học phí để hỗ trợ học bổng cho sinh viên. Mức học phí hiện tại khoảng 14 triệu đồng mỗi năm.[4]

## Cơ cấu tổ chức[5]
1. Các khoa:
  - Khoa Du lịch học
  - Khoa Lữ hành
  - Khoa Khách sạn - Nhà hàng
  - Khoa Quản lí sự kiện và Công nghệ truyền thông
2. Các phòng:
  - Phòng Tổ chức - Hành chính
  - Phòng Khoa học - Hợp tác quốc tế
  - Phòng Giáo vụ - Công tác sinh viên
3. Các trung tâm:
  - Trung tâm thực hành
  - Trung tâm nghiên cứu

## Các ngành đào tạo
1. Du lịch học với các chuyên ngành: 
  - Kinh tế du lịch;
  - Quản lí lữ hành và hướng dẫn du lịch.
2. Quản trị kinh doanh với các chuyên ngành:
  - Quản trị kinh doanh du lịch;
  - Marketing du lịch - dịch vụ;
  - Truyền thông và tổ chức sự kiện.

## Hoạt động

### Hợp tác quốc tế
Khoa đã hợp tác nghiên cứu với Viện Nghiên cứu Du lịch New Zealand, Tổ chức phát triển Hà Lan - SNV.
Khoa đã thực hiện các chương trình liên kết đào tạo bằng tiếng Anh và tiếng Pháp với các đại học uy tín quốc tế:
- Dạy bằng tiếng Pháp: Tổ chức các đại học pháp ngữ AUF (từ 2002), Trường Đại Học Perpignan – Pháp (từ 2009).
- Dạy bằng tiếng Anh: liên kết với Đại Học Công nghệ Auckland, New Zealand (từ 1996),  Đại Học Quản lý công nghiệp Lữ hành Hawaii, Mỹ (từ 2003); Đại Học Krems - Cộng hoà Áo (từ 2007), Đại học New Brunswick, Canada.

### Các hoạt động khác
Ngày 7 tháng 3 năm 2010, tại trường quay S9 - Đài Truyền hình Việt Nam, Khoa Du lịch - Đại học Huế đã xuất sắc vượt qua 2 đối thủ nặng kí là Học viện Ngoại giao Việt Nam (đội chủ nhà) và Đại học Y Dược thành phố Hồ Chí Minh để đoạt ngôi vô địch Cuộc thi Năng động (Dynamique) 2010 dành cho sinh viên khối Pháp ngữ trên toàn quốc được tổ chức bởi AUF (Tổ chức các trường Đại học nói tiếng Pháp).